# Oraesia aeneofusa
Oraesia aeneofusa är en fjärilsart som beskrevs av George Francis Hampson 1926. Oraesia aeneofusa ingår i släktet Oraesia och familjen nattflyn. Inga underarter finns listade i Catalogue of Life.